# Vidblysk
Vidblysk (ukrainisch Відблиск Widblysk, internationaler Titel: Reflection) ist ein ukrainischer Spielfilm von Walentyn Wassjanowytsch aus dem Jahr 2021. 
Im Jahr seiner Veröffentlichung wurde das Drama im Wettbewerb der 78. Filmfestspiele von Venedig uraufgeführt.

## Handlung
Die Ostukraine, während des Krieges: Der ukrainische Chirurg Serhij wird im Konfliktgebiet von den russischen Streitkräften gefangen genommen. Während seiner Gefangenschaft ist er erschreckenden Szenen von Erniedrigung, Gewalt und Gleichgültigkeit gegenüber dem menschlichen Leben ausgesetzt.
Nach seiner Entlassung kehrt der desillusionierte Serhij in sein altes bürgerliches Leben zurück. Der alleinlebende Mann beginnt nach einem Sinn in seinem Leben zu suchen. Er beschließt, die Beziehung zu seiner Tochter und Ex-Frau wiederaufleben zu lassen. Dabei lernt er wieder Mensch und Vater zu sein und seiner Tochter zu helfen. Diese ist auf Serhijs Liebe und Unterstützung angewiesen.

## Entstehungsgeschichte

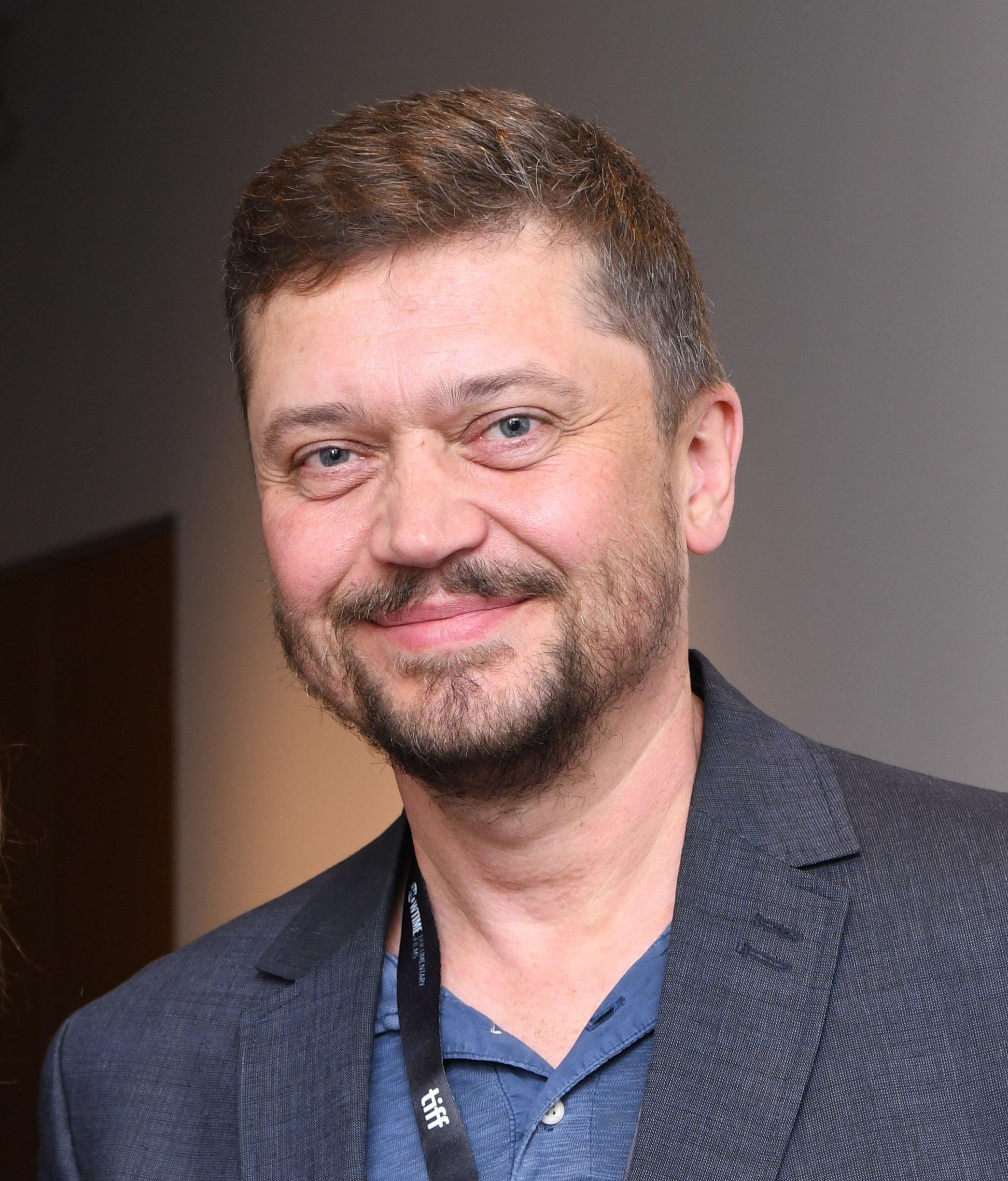
Walentyn Wassjanowytsch wurde durch den Zwischenfall mit einer Taube zu seinem Film inspiriert.

Für Walentyn Wassjanowytsch ist Vidblysk der fünfte Spielfilm, bei dem er Regie führte. Auch verfasste er das Drehbuch und fungierte als Kameramann und Filmeditor. Das Werk wurde noch vor der Veröffentlichung als vermeintliches Prequel seines vorangegangenen Films Atlantis gedeutet, das beim Filmfestival von Venedig 2019 den Hauptpreis der Nebensektion Orizzonti gewonnen hatte.
Wassjanowytsch zufolge kam ihm die Idee zu Vidblysk bei einem Zwischenfall zu Hause mit seiner 10-jährigen Tochter. Beide wurden Zeuge, wie eine Taube mit hoher Geschwindigkeit mit einer Fensterscheibe kollidierte und verendete. Der Filmemacher nannte diesen Moment „wunderschön und grauenerregend“ zugleich. Seine Tochter und ihn habe das Ereignis auch die folgenden Tage beschäftigt und das Kind habe mit ihm seine Sorgen, Fragen und Erwartungen zum Thema Tod geteilt. Dies inspirierte Wassjanowytsch dazu, eine Geschichte über eine Vater-Tochter-Beziehung inmitten der Trauer über den Tod eines geliebten Menschen zu verfassen. Dabei setzte er den Krieg in der Ostukraine mit dem friedlichen Leben in der ukrainischen Hauptstadt Kiew in Kontrast zueinander:

„Indem wir den komfortablen Alltag der Hauptstadt mit der tödlichen Realität des Krieges verbinden, schaffen wir einen hochintensiven Hintergrund für eine Geschichte über die Ängste von Kindern und ihre ersten Begegnungen mit dem wirklichen Tod und beleuchten die Hilflosigkeit von Erwachsenen. Es ist eine transluzide Geschichte über die Erkenntnis des Kindes, dass das menschliche Leben endlich ist. Dies ist auch eine Geschichte über die Verantwortung von Erwachsenen gegenüber ihren Lieben, sich selbst und der ganzen Welt, in der sie ihr Potenzial entfalten. Das Kind und der Erwachsene helfen sich gegenseitig, diese grausame und schöne Welt zu verstehen, die dem Abdruck der Taube auf dem Glas so ähnlich ist.“

Produziert wurde der Film von Wolodymyr Yatsenko (Forefilms). Im Januar 2021 wurde Vidblysk als eines von 17 Filmprojekten im Rahmen des vom Les Arcs International Film Festival veranstalteten „Industry Village“ vorgestellt und gewann einen Preis. Die damalige Handlungszusammenfassung unterschied sich von der des fertiggestellten Films. Sie rückte die 10-jährige Tochter (Nina) in den Mittelpunkt. Diese ist gezwungen einen Monat bei ihrem leiblichen Vater zu leben, nachdem ihr Stiefvater während des Kriegs in der Ostukraine ums Leben kam und ihre Mutter ins Krankenhaus eingewiesen wurde.

## Veröffentlichung
Der Film wurde am 7. September 2021 beim 78. Filmfestival von Venedig uraufgeführt.

## Auszeichnungen
Für Vidblysk erhielt Wassjanowytsch seine erste Einladung in den Wettbewerb um den Goldenen Löwen, den Hauptpreis des Filmfestivals. 
Noch in der Produktionsphase gewann das Werk den „Prix Alphapanda Audience Engagement“ des Les Arcs International Film Festivals 2021.
Darüber hinaus gelangte Wassjanowytschs Regiearbeit in die Vorauswahl zum Europäischen Filmpreis 2022.